# Košumberk (Svitavská pahorkatina)
Košumberk (374 m n. m.) je vrch v okrese Chrudim Pardubického kraje. Leží na západním okraji městské části Košumberk na katastrálním území nadřazeného města Luže.

## Geomorfologické zařazení
Geomorfologicky vrch náleží do celku Svitavská pahorkatina, podcelku Loučenská tabule, okrsku Novohradská stupňovina a podokrsku Lužské kuesty.